# Saint Francis

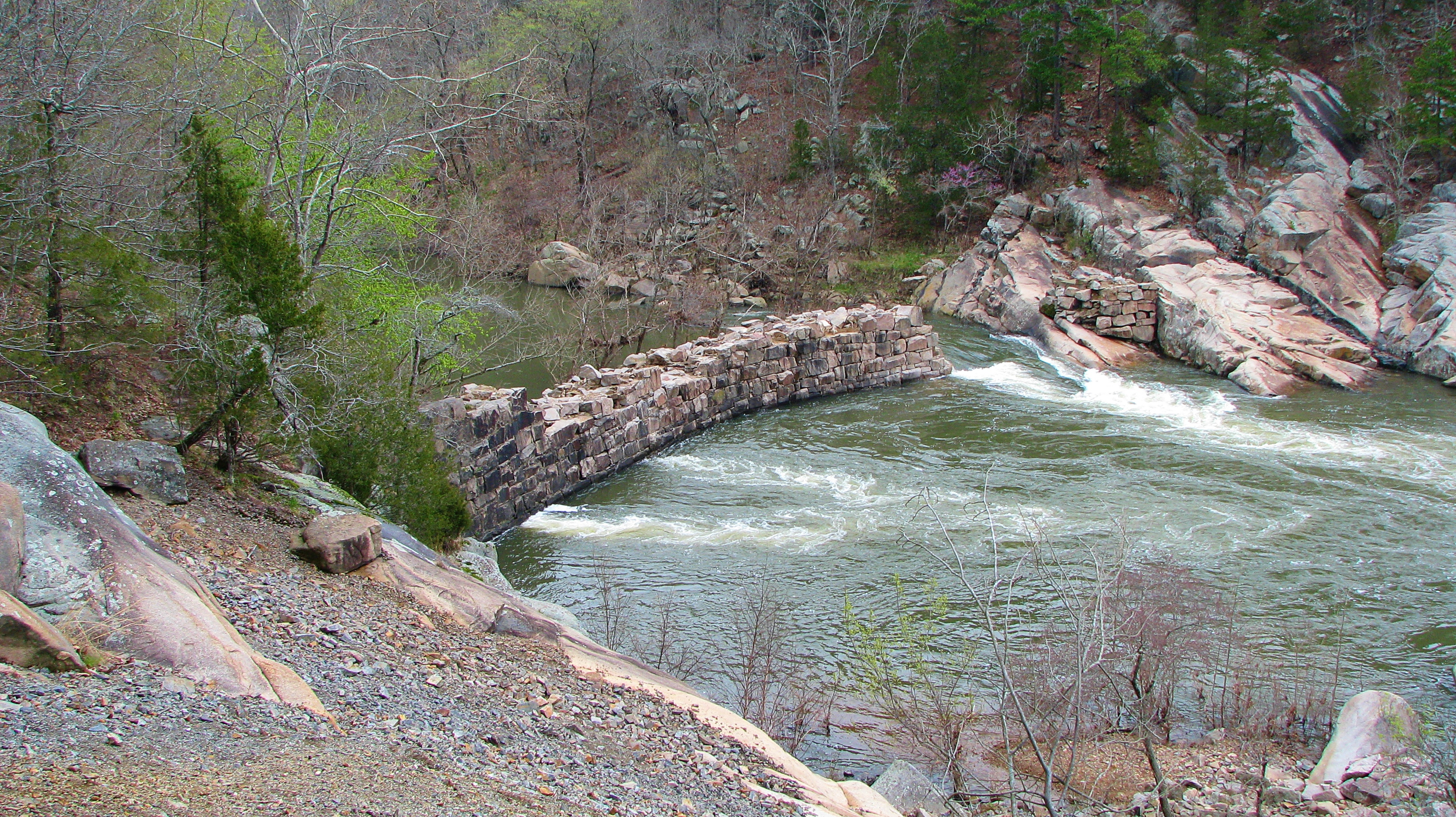
Silver Mine Dam nella parte superiore del Saint Francis

Il Saint Francis è un fiume degli Stati Uniti d'America centrali, situato tra il Missouri sudorientale e l'Arkansas nordorientale lungo circa 760 km, affluente del Mississippi. Il fiume attraversa una zona principalmente rurale e forma parte del confine tra i due stati.

## Corso
Il fiume nasce in una regione di montagne di granito nella Contea di Iron, in Missouri, e scorre verso sud attraverso l'altopiano d'Ozark e i monti Saint-François, vicino al Taum Sauk, la vetta più alta dello Stato. Forma il confine tra Missouri ed Arkansas; dopo essere entrato in quest'ultimo, attraversa il Lago Wappapello (formato da una diga nel 1941), dopo il quale scorre in diversi meandri, passando attraverso foreste e terre paludose, trasformandosi da torrente limpido in fiume lento e fangoso. Nel suo corso inferiore è parallelo al Crowley's Ridge, e fa parte di un progetto di controllo delle acque che coinvolge una serie di canali che scorrono attorno ad esso e al Castor e al Little River; dopo la confluenza di quest'ultimo il Saint Francis è navigabile con chiatte; il fiume si getta nel Mississippi nella contea di Phillips, circa 11 km a nord di Helena.
In Missouri il fiume scorre attraverso la Mark Twain National Forest e il Sam A. Baker State Park; attraversa le città di Famington, Greenville e Fisk. In Arkansas invece attraversa St. Francis, Lake City, Marked Tree e Parkin, nonché la St. Francis National Forest.
Oltre al Little River, il Saint Francis riceve le acque del Little St. Francis River, del Twelvemile Creek, del Blue Spring, del Mingo Ditch, del Tyronza, del Stouts Creek, del Marble Creek, del Big Creek, dell'Otter Creek e de L'Anguille.

## Nomi
Saint Francis in inglese vuol dire San Francesco, ma l'origine del nome non è chiara. Potrebbe riferirsi a Francesco d'Assisi, sebbene nessuno degli esploratori della regione siano stati francescani. Una possibilità è che Jacques Marquette, un gesuita, diede questo nome al fiume quando esplorò la sua foce nel 1673, dopo aver passato del tempo in una missione dedicata a Francesco Saverio. Il nome del fiume è stato scritto all'inizio del ventesimo secolo sia come "Francois" che come "Francis"; diversi luoghi della regione hanno preso nome da esso, come la Contea di St. Francois e i monti Saint-François.
Lo United States Board on Geographic Names scelse come nome "Saint Francis" nel 1899. Secondo il Geographic Names Information System, nomi storici per esso sono stati, tra gli altri:
- Cholohollay River
- El Rio San Francisco
- Fiume San Francesco
- Rio San Francisco
- Riviere Saint Francis
- Riviere des Chepoussea
- San Francisco River
- Saint Francois River